# 朝鮮労働党委員長
朝鮮労働党委員長（ちょうせんろうどうとういいんちょう、朝鮮語: 조선로동당위원장）は、朝鮮民主主義人民共和国（北朝鮮）の執権政党である朝鮮労働党の党首。2016年5月6日に開催された朝鮮労働党第7次大会でそれまでの第一書記に代わり、創設された。2021年1月10日に廃止され、総書記職が復活した。

## 概要
2016年5月6日に平壌で開催された朝鮮労働党第7次大会で党規約を改訂し、「党を領導する最高指導者の職名を朝鮮労働党委員長とし、第一書記の役割を継承する」ことを決定した。

## 歴史
1966年の朝鮮労働党第2回代表者会まで朝鮮労働党の最高指導者は中央委員会委員長と規定され、金日成が就いていた。しかし、日成により職責が改組されると中央委員会総書記が代わって新設された。そして、日成から金正日へ最高指導者の権力の移譲が行われたのである。
その後、金正日の死後から金正恩へ最高指導者の権力の移譲が行われると、正恩は同党第一書記へ就任した。
2016年5月に開催された朝鮮労働党第7次大会で党規約の改定と党機構の改編が行われた。党第一書記の職責は廃止され、新たに党の最高指導者の職責として委員長が設置された。朝鮮労働党第7次大会の最終日である5月9日、正恩は同党委員長に就任した。ただし「委員長」とあるものの、日成と同じ「中央委員会委員長」ではないほか、同党の「中央軍事委員会委員長」や、国家の最高職責である「国務委員長」（いずれも正恩が就任）とは異なる点に注意を要する。

## 歴代最高指導者
| №                             | 指導者                        | 指導者                        | 就任日                        | 退任日                        |
| 中央委員会委員長（1946–1966） | 中央委員会委員長（1946–1966） | 中央委員会委員長（1946–1966） | 中央委員会委員長（1946–1966） | 中央委員会委員長（1946–1966） |
| ----------------------------- | ----------------------------- | ----------------------------- | ----------------------------- | ----------------------------- |
| 1                             | 金枓奉 （1889–1958?）         |                               | 1946年8月28日                 | 1949年6月30日                 |
| 2                             | 金日成 （1912–1994）          |                               | 1949年6月30日                 | 1966年10月11日                |
| 中央委員会総書記（1966–2011） |                               |                               |                               |                               |
| 1                             | 金日成 （1912–1994）          |                               | 1966年10月11日                | 1994年7月8日                  |
| -                             | 空席                          | 空席                          | 1994年7月8日                  | 1997年10月8日                 |
| 2                             | 金正日 （1941–2011）          |                               | 1997年10月8日                 | 2011年12月17日                |
| -                             | 空席                          | 空席                          | 2011年12月17日                | 2012年4月11日                 |
| 第一書記（2012–2016）         |                               |                               |                               |                               |
| 1                             | 金正恩 （1984–）              |                               | 2012年4月11日                 | 2016年5月9日                  |
| 朝鮮労働党委員長（2016–2021） |                               |                               |                               |                               |
| 1                             | 金正恩 （1984–）              |                               | 2016年5月9日                  | 2021年1月10日                 |
| 党総書記（2021–）             |                               |                               |                               |                               |
| 1                             | 金正恩 （1984–）              |                               | 2021年1月10日                 | 現職                          |